# 柏市立南部中学校
柏市立南部中学校（かしわしりつ なんぶちゅうがっこう）は、千葉県柏市南増尾にある市立中学校。

## 概要
1974年（昭和49年）4月1日に新規開校。柏市立土中学校からの校区分離ではあるが、当時柏市最南部の松戸市との市境付近（南増尾や南逆井地区などの柏市立土南部小学校校区周辺）には中学校が無く、最も近い土中学校からは距離があったため、「松戸市への委託生徒」として松戸市立松戸第四中学校へ越境通学をせざるを得なかった。
この状況是正のために設置された。さらに1981年（昭和56年）に柏市立逆井中学校が逆井地区に新設されたこともあり、長距離通学の問題は解消されている。
柏市立土南部小学校、柏市立逆井小学校それぞれ西部学区の児童生徒が進学する校区となっている。

## 沿革
- 昭和49年4月1日 - 柏市立土中学校より分離し発足
- 昭和50年3月3日 - 校章、校歌制定発表
- 昭和53年3月10日 - 第一期校舎増築工事竣工
- 昭和56年4月4日 - 柏市立逆井中学校発足に伴い、生徒数129名が校区分離
- 昭和58年2月22日 - 第二期校舎増築工事竣工
- 昭和62年12月28日 - 格技場完成
- 平成5年5月7日 - 学校給食開始
- 平成17年4月1日 - 特殊学級（のぞみ）開設
- 平成30年2月 - 体育館改修工事及び、全教室エアコン設置工事完了

## 主な出身者
- 多田淳之介（俳優、演出家、劇作家）
- 太田和美（柏市長、元衆議院議員、元千葉県議会議員）

## 交通アクセス
- 京成電鉄京成松戸線五香駅下車、徒歩25分。
- 京成バス 新栄町バス停下車、徒歩3分

## 周辺
- 千葉県立つくし特別支援学校
- 千葉県立松戸特別支援学校
- 柏市南部出張所